# Andrew McCarthy

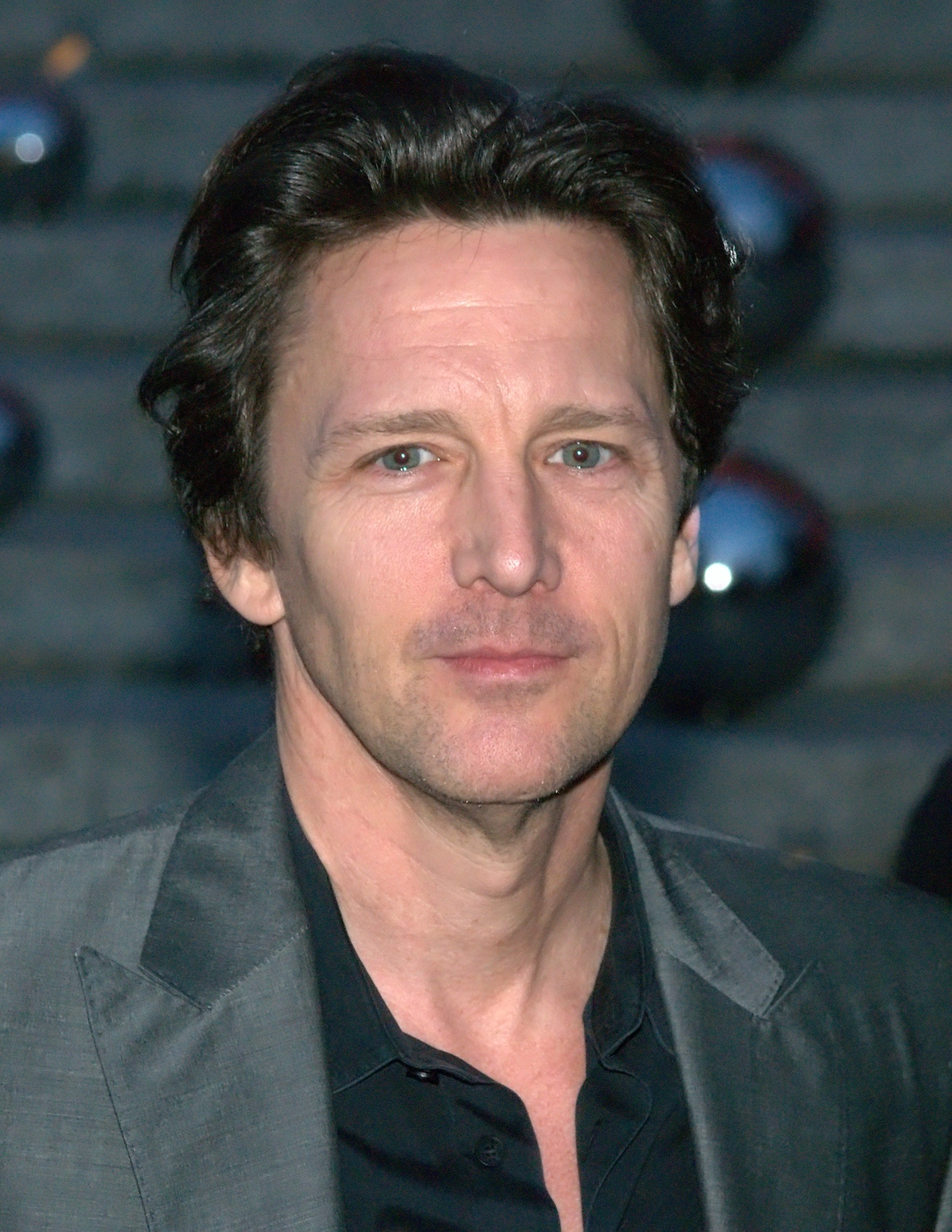
Andrew McCarthy auf dem Tribeca Film Festival 2010

Andrew Thomas McCarthy (* 29. November 1962 in New York City) ist ein US-amerikanischer Schauspieler und Regisseur.

## Leben
McCarthy wuchs in Westfield, New Jersey auf und begann bereits im Alter von 15 Jahren mit der Schauspielerei. Er studierte Theaterwissenschaften an der New York University. Seine erste Hauptrolle hatte er 1983 in dem Film Class. Bekanntere Auftritte hatte er als Mitglied des Brat Packs in Filmen wie St. Elmo’s Fire und Pretty in Pink.
Lange Zeit war er auf Grund seines jugendlichen Aussehens auf Rollen jugendlicher Liebhaber in romantischen Komödien abonniert. In den 1990er Jahren gelang ihm der Wechsel ins ernste Charakterfach, nachdem ihn der französische Filmregisseur Claude Chabrol 1990 jeweils für die Hauptrollen in seinen Filmen Stille Tage in Clichy und Dr. M engagiert hatte.
Nach weniger bedeutsamen Rollen in den 1990er Jahren gelang ihm 2004 ein Comeback mit der Fernsehserie Kingdom Hospital in der Rolle des Dr. Hook. Von 2005 bis 2006 wirkte er regelmäßig in der Fernsehserie E-Ring – Military Minds des Erfolgsproduzenten Jerry Bruckheimer mit, in der es um Machtkämpfe und Intrigen im Pentagon geht.
2004 gab er sein Debüt als Regisseur mit dem Kurzfilm News for the Church. Im Anschluss inszenierte er zwei Episoden der Fernsehserie Lipstick Jungle in den Jahren 2008/2009 sowie ab 2010 mehrere Episoden von Gossip Girl. Weitere Arbeiten folgten, in erster Linie für verschiedene Fernsehserien. 2024 veröffentlichte er den Dokumentarfilm Brats über das Brat Pack.
Andrew McCarthy wurde Anfang 2005 von Carol Schneider geschieden, die er 1999 geheiratet hatte. Aus dieser Beziehung hat er den Sohn Sam McCarthy (* 2002), der inzwischen ebenfalls Schauspieler ist. Seit 2005 lebt er mit Dolores Rice zusammen, sie haben zwei Kinder.

## Filmografie (Auswahl)
- 1983: Class
- 1985: Die Himmelsstürmer (Heaven Help Us)
- 1985: St. Elmo’s Fire – Die Leidenschaft brennt tief (St. Elmo’s Fire)
- 1986: Pretty in Pink
- 1987: Unter Null (Less Than Zero)
- 1987: Mannequin
- 1987: Warten auf den Mond (Waiting for the Moon)
- 1988: Zärtliche Liebe (Fresh Horses)
- 1988: Kansas
- 1989: Immer Ärger mit Bernie (Weekend at Bernie’s)
- 1990: Stille Tage in Clichy (Jours tranquilles à Clichy)
- 1991: Geschichten aus der Gruft (Tales from the Crypt, Fernsehserie, Folge 3x01)
- 1991: Verliebt in die Gefahr (Year of the Gun)
- 1992: Only You
- 1993: Töchter des Himmels (The Joy Luck Club)
- 1993: Wieder Ärger mit Bernie (Weekend at Bernie’s II)
- 1994: Mrs. Parker und ihr lasterhafter Kreis (Mrs. Parker and the Vicious Circle)
- 1994: Schluß mit lustig (Dead Funny)
- 1995: Killing Dreams (Dream Man)
- 1995: Night of the running man
- 1996: Nach eigenen Regeln (Mulholland Falls)
- 1996: Escape Clause – Tödliche Rache (Escape Clause)
- 1999: A Twist Of Faith – Im Fegefeuer
- 2000: Sommer der Freundschaft (A Storm in Summer)
- 2000: The Sight
- 2003: Monk (Fernsehserie, Folge 2x01)
- 2003: Law and Order (Fernsehserie, Folge 13x13)
- 2004: Kingdom Hospital (Fernsehserie, 13 Folgen)
- 2008: Gossip Girl (Fernsehserie, Folge 2x24)
- 2008: Die Geheimnisse der Spiderwicks (The Spiderwick Chronicles)
- 2008–2009: Lipstick Jungle (Fernsehserie, 20 Folgen)
- 2009: Royal Pains (Fernsehserie, 2 Folgen)
- 2010: Main Street
- 2011: White Collar (Fernsehserie, 2 Folgen)
- 2016: The Family (Fernsehserie, 12 Folgen)
- 2019: Finding Julia
- 2020: Tote Mädchen lügen nicht (13 Reasons Why; Fernsehserie, Folge Prom)
- 2020–2021: Good Girls (Fernsehserie, 7 Folgen)
- 2022–2023: Atlanta Medical (The Resident, Fernsehserie, 26 Folgen)
- 2023: Grace Point
- 2024: Brats (Dokumentarfilm)